# Куду великий
Великий куду (Tragelaphus strepsiceros) — африканський вид антилоп з підродини биків (Bovinae).

## Морфологія
Шерсть самців забарвлена у сіро-коричневі тони, а в самиць і молодняка світло-коричневого кольору. На шерсті куду як правило є від шести до десяти вертикальних смужок. У куду великі округлі вуха і деколи досить довгий хвіст. У самців на голові ростуть великі загвинчені роги, що досягають величини до 1 метра. Потомство за зовнішнім виглядом нагадує безрогих самиць. Висота в загривку становить близько 1,40 м, а довжина близько 2,20 м. Самці досягають ваги до 250 кг, самиці — до 200 кг. Великого куду зовні легко сплутати з близьким до нього видом ньяла, до того ж їх ареали поширення частково перетинаються.

## Поширення
Цей вид антилоп мешкає в Східній і Південній Африці і зустрічається перш за все в саванах, що є перехідною формою між лісом і степом. Поблизу річок великого куду можна зустріти і в більш посушливих регіонах.

## Поведінка

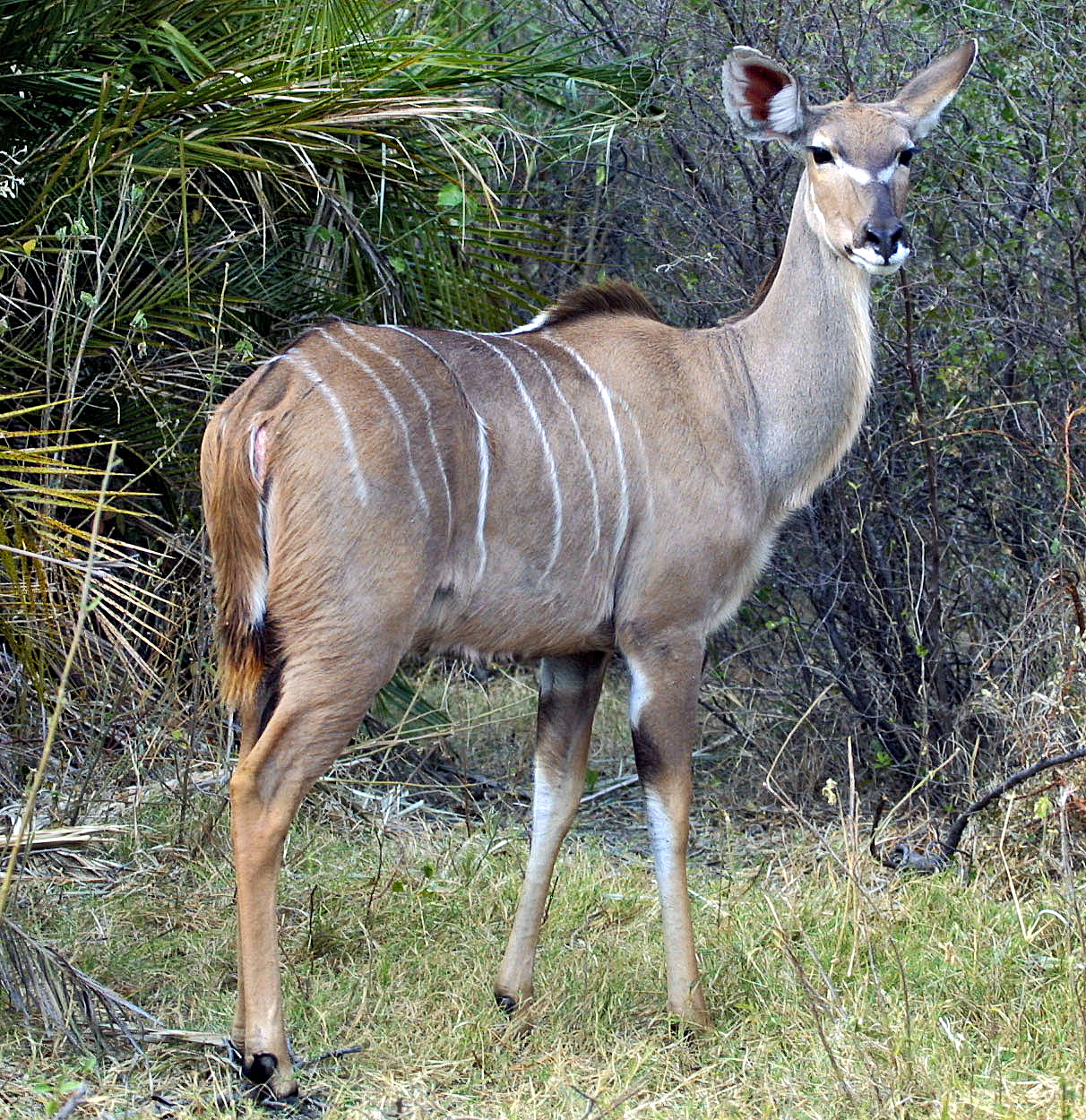
Самиця

Найчастіше великий куду живе у практично немігруючих групах, в які входять від трьох до десяти особин. Такі групи населяють ареал площею близько 50 км². Самці утворюють окремі групи холостяків або живуть поодинці і приєднуються до самиць тільки в шлюбні періоди. Як правило, в сезон дощів народжується по одному дитинчаті, що важить близько 16 кг. У залежності від сфери проживання куду активні в денний або нічний час. Їх їжа складається головним чином з листя і молодих гілок, при цьому вони не дуже вередливі. Великі куду харчуються також рослинами, яких уникають інші тварини через їх отруйність. Середня тривалість життя самців становить близько 8 років, самиці нерідко доживають і до 15 років.

## Загрози
Популяції великого куду у Східній та Південній Африці вважаються такими, що не перебувають під загрозою зникнення. Однак в окремих місцевостях цей вид дійсно поставлений під загрозу. Це стосується перш за все більш північних територій його поширення в таких країнах як Ефіопія, Сомалі, Судан і Чад. Крім людини, до його ворогів належать леопарди, леви, і гієнові собаки. Зазвичай великі куду намагаються ховатися від небезпек в кущах. Якщо це не вдається, вони в змозі розвивати великі швидкості для порятунку втечею. При цьому вони можуть перестрибувати перешкоди до 3 м висоти і нерідко їх не зупиняють встановлені фермерами паркани.

## Етимологія
Назва куду походить з мови готтентотів і вживалася ними тільки по відношенню до цього виду. Білі колоністи стали називати їм також малим куду (Tragelaphus imberbis).

## Фотогалерея

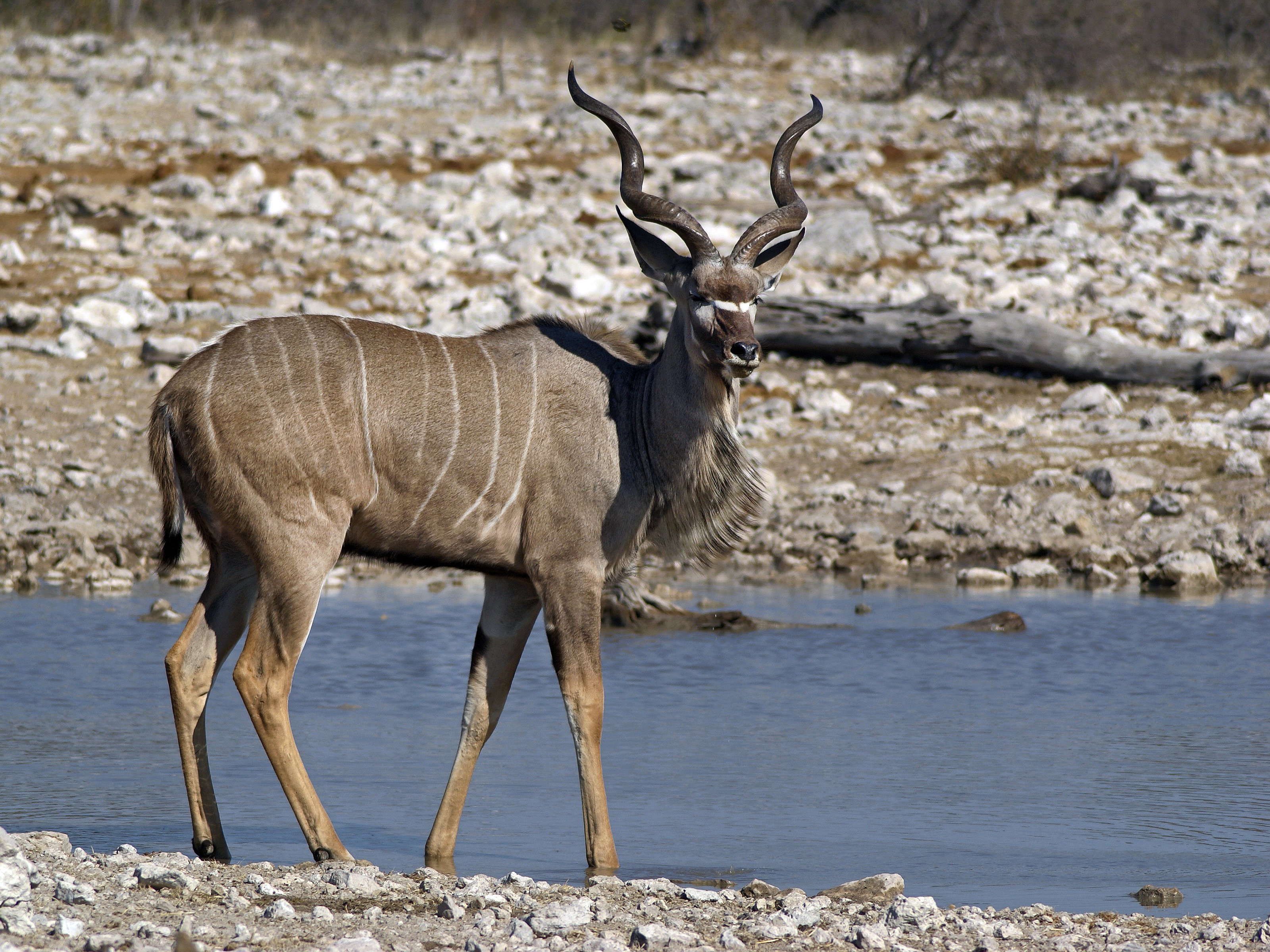
Самець на водопої
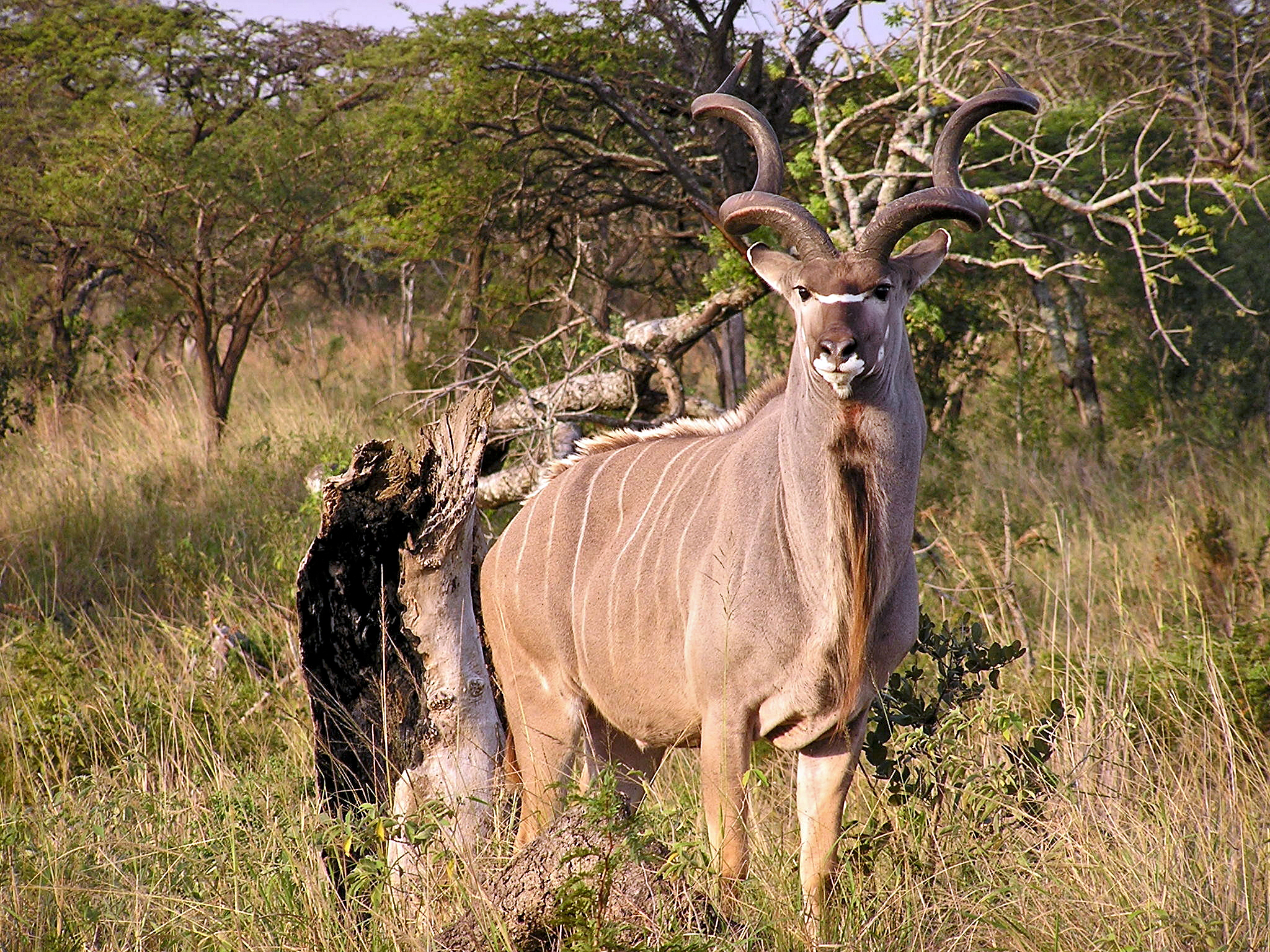
Самець
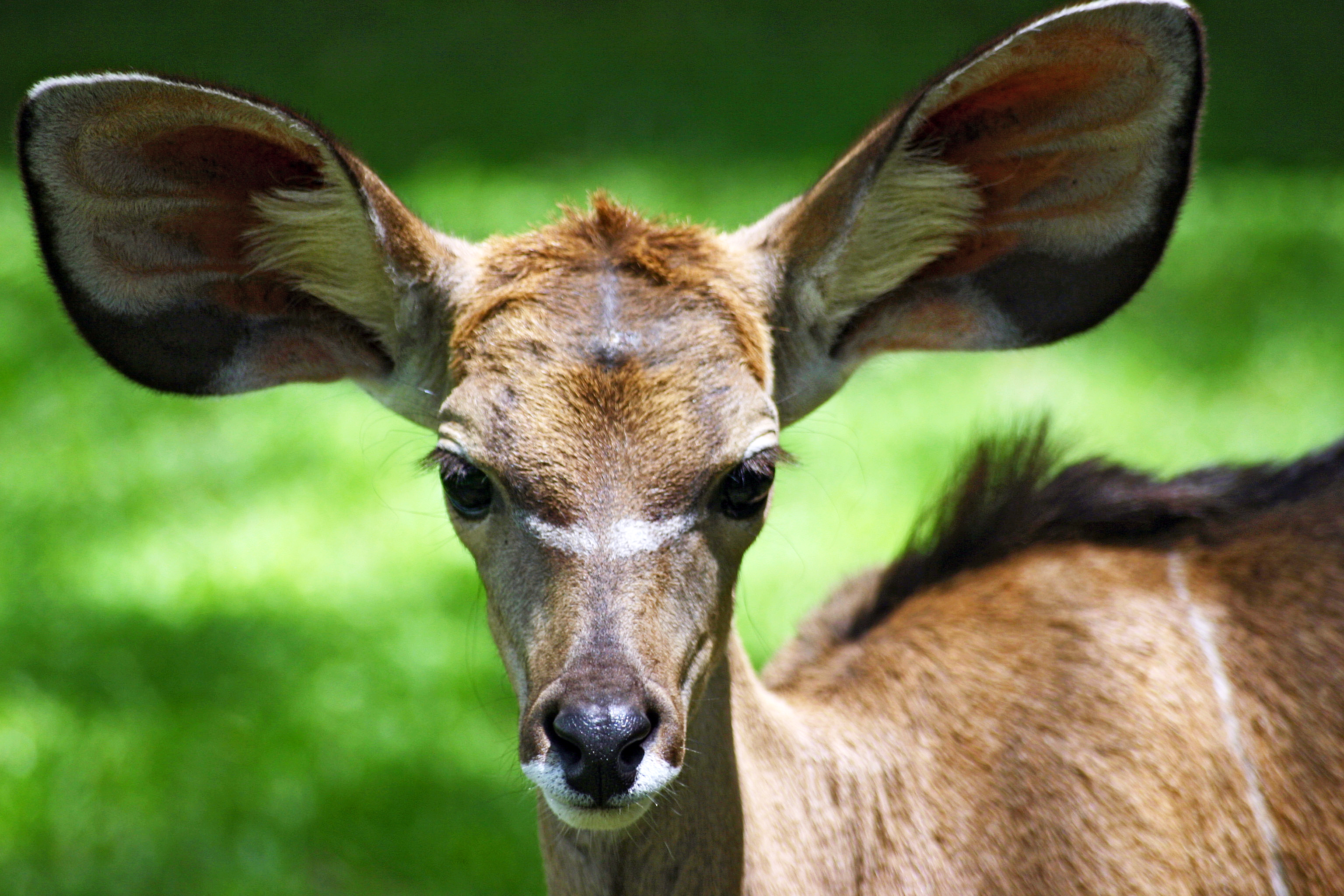
Дитинча
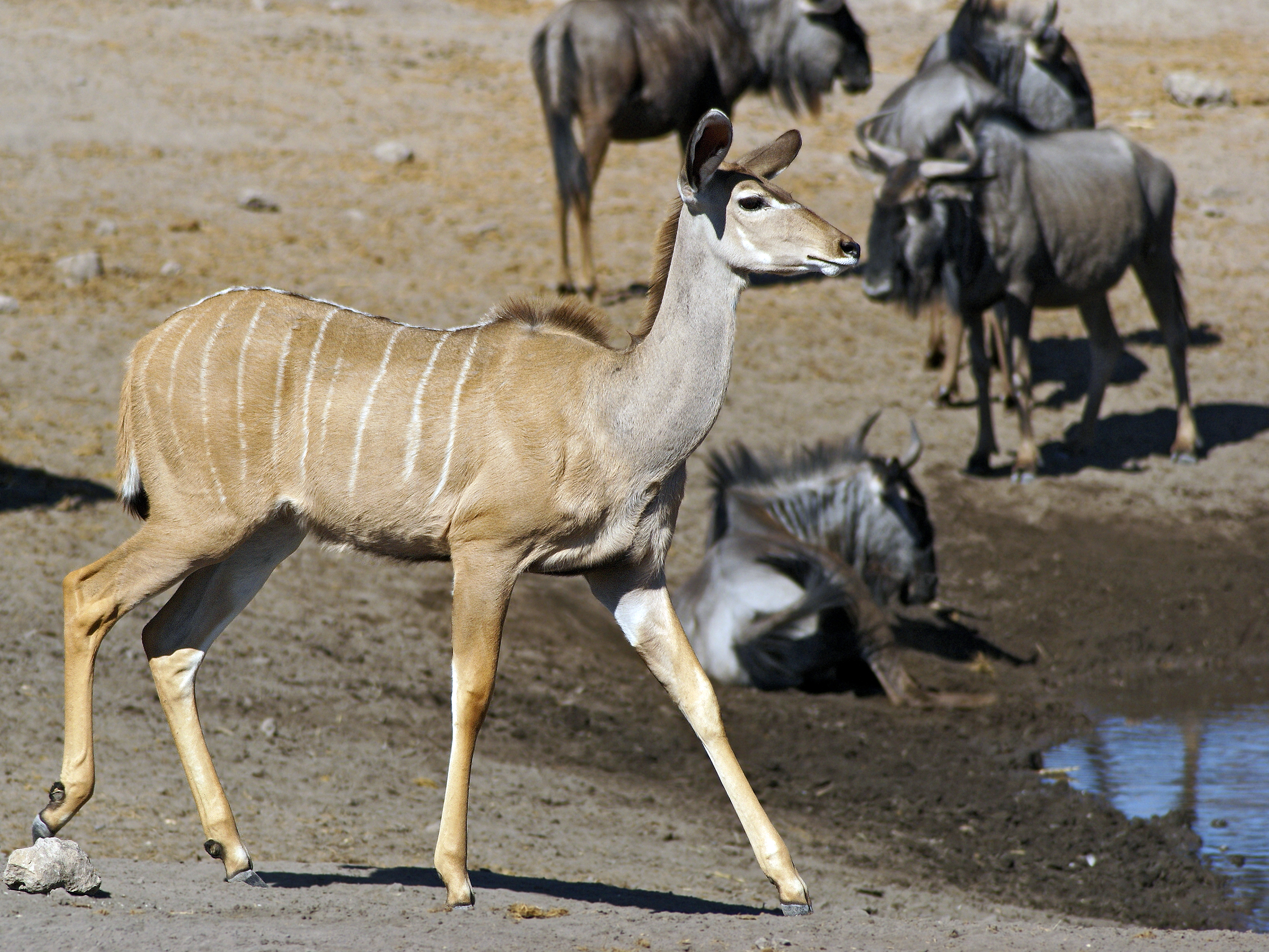
Самиця